# Бёкерс, Николь
Николь Бёкерс (нидерл. Nicole Beukers, род. 7 октября 1990, Лейдердорп, Южная Голландия) — голландская спортсменка, гребчиха, серебряный призёр летних Олимпийских игр 2016 года, чемпионка мира 2017 года, трёхкратный призёр чемпионатов Европы.

## Биография
Николь Бёкерс родилась 9 октября 1990 года в нидерландском городе Лейдердорп, провинция Южная Голландия. Профессиональную карьеру гребца начала с 2004 года. Тренировалась в «Die Leythe LR&amp», но на данный момент состоит в «K.S.R.V.Njord».
На Чемпионате Европы по академической гребле 2014 года, который проходил в сербском городе Белград, Бёкерс заняла третье место в заплыве двоек, уступив первенство соперницам из Литвы и Польши.
Во время соревнований четвёрок на Чемпионате Европы по академической гребле 2015 года в Познани, Бёкерс выиграла серебряную медаль. В составе голландской команды гребчих с результатом 6:19.54 они уступили золото соперницам из Германии (6:18.93).
Бронзовая медаль была добыта на Чемпионате мира по академической гребле 2015 года в Эглебетт-ле-Лак . В категории парные четверки команда Бёкерс уступила соперницам из Германии и США.
На Летних Олимпийских играх 2016 года в Рио-де-Жанейро, голландская команда в составе Шанталь Ахтерберг, Николь Бёкерс, Инге Янссен и Карлин Бау выиграли серебряную медаль в категории четверки парные. Спортсменки уступили первенство команде гребчих из Германии.